# François-Xavier Badoud
François-Xavier Badoud (* 22. August 1792 in Romont; † 19. November 1852 ebenda) war ein Schweizer Politiker und Notar. Von 1848 bis 1851 gehörte er dem Nationalrat an.

## Biografie
Der Sohn eines Notars absolvierte die Rechtsschule am Kollegium St. Michael in Freiburg. 1823 erhielt Badoud das Notarspatent und übte diesen Beruf die folgenden drei Jahrzehnte aus. Von 1817 bis 1851 war er ausserdem als staatlicher Einnehmer in Romont tätig, im Jahr 1848 als Verwalter des Hypothekenregierstes und Oberamtmann des Glanebezirks.
Badoud galt als gemässigter Radikaler und wurde 1848 in den Grossen Rat des Kantons Freiburg gewählt. Bei den ersten Nationalratswahlen im selben Jahr unterlag er zunächst dem liberal-konservativen Kandidaten Hubert Charles; dessen Wahl wurde jedoch aufgrund angeblicher Regelwidrigkeiten annulliert, so dass Badoud im zweiten Wahlgang oppositionslos siegte. Im Nationalrat blieb er bis 1851, im Grossen Rat bis zu seinem Tod.